# Conophyma kusnetzovi
Conophyma kusnetzovi is een rechtvleugelig insect uit de familie Dericorythidae. De wetenschappelijke naam van deze soort is voor het eerst geldig gepubliceerd in 1931 door Umnov.